# Kostel svatého Marka (Soběslav)
Kostel svatého Marka je bývalý hřbitovní kostel v Soběslavi v okrese Tábor postavený v roce 1650. V současnosti[kdy?] slouží jako Galerie sv. Marka.

## Historie
V roce 1650 ho na náklady soběslavského primátora Zachariáše Markovského postavil Francesko de Carde. O rok později byly postaveny vstupní brány na hřbitov. V roce 1660 byla přistavena na severní straně kostela kamenná kazatelna a v 18. století kaple Panny Marie a sakristie. V roce 1953 byl plně zrestaurován, další restaurace proběhly v roce 2020. V současnosti[kdy?] slouží kostel pro kulturní účely jako Galerie sv. Marka.

## Popis
Kostel se nachází jihovýchodně od historického centra Soběslavi za Černovickým potokem. Jedná se o barokní jednolodní kostel s trojbokým presbytářem, severní sakristií s oratoří v patře, západní předsíní a také s osmibokou kaplí Panny Marie na jižní straně. Kolem kostela byl rozsáhlý hřbitov, dnes má parkovou úpravu.

## Památková ochrana
Dům je od 3. května 1958 kulturní památkou a od roku 1990 v památkové zóně Soběslav.

## Galerie

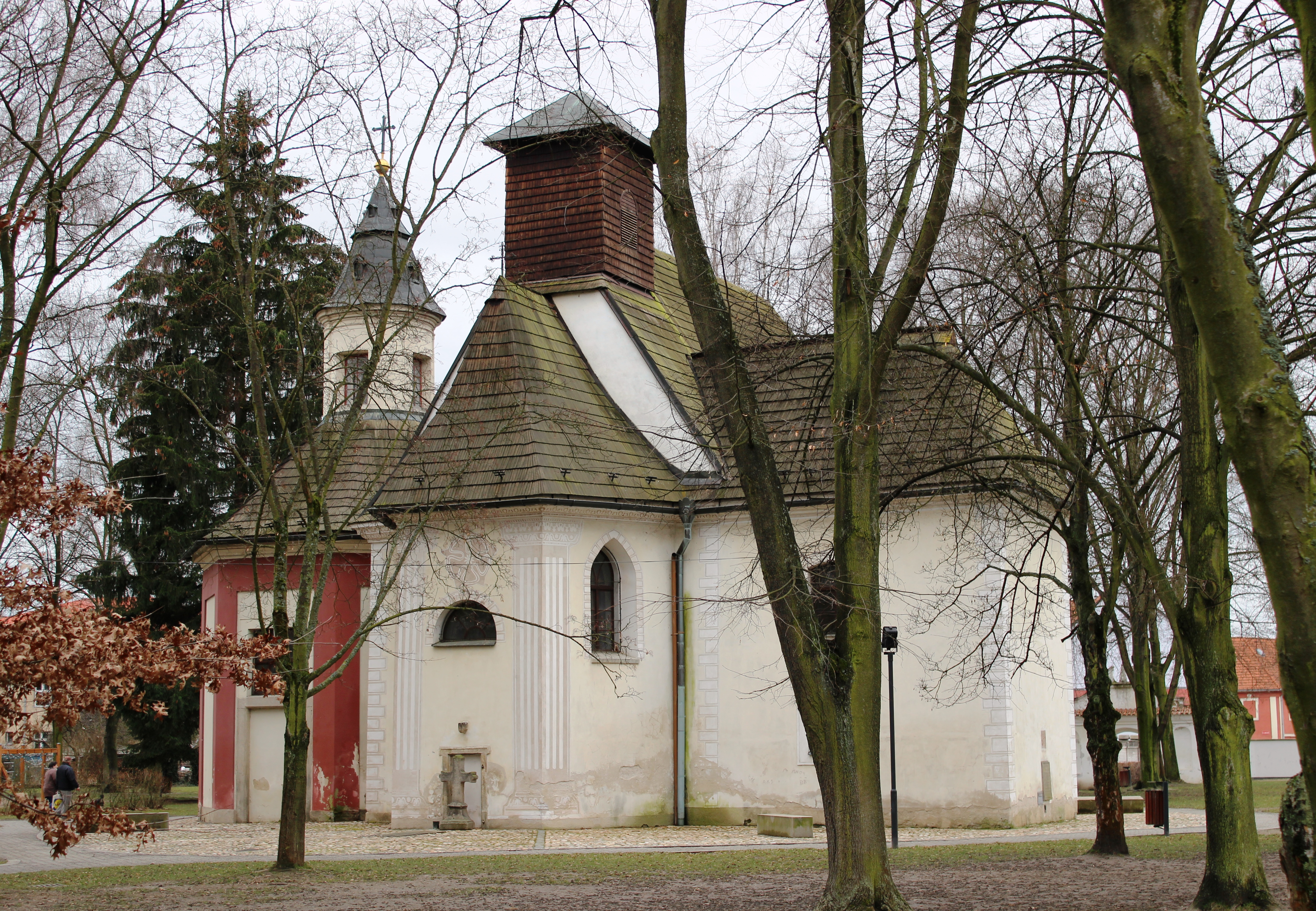
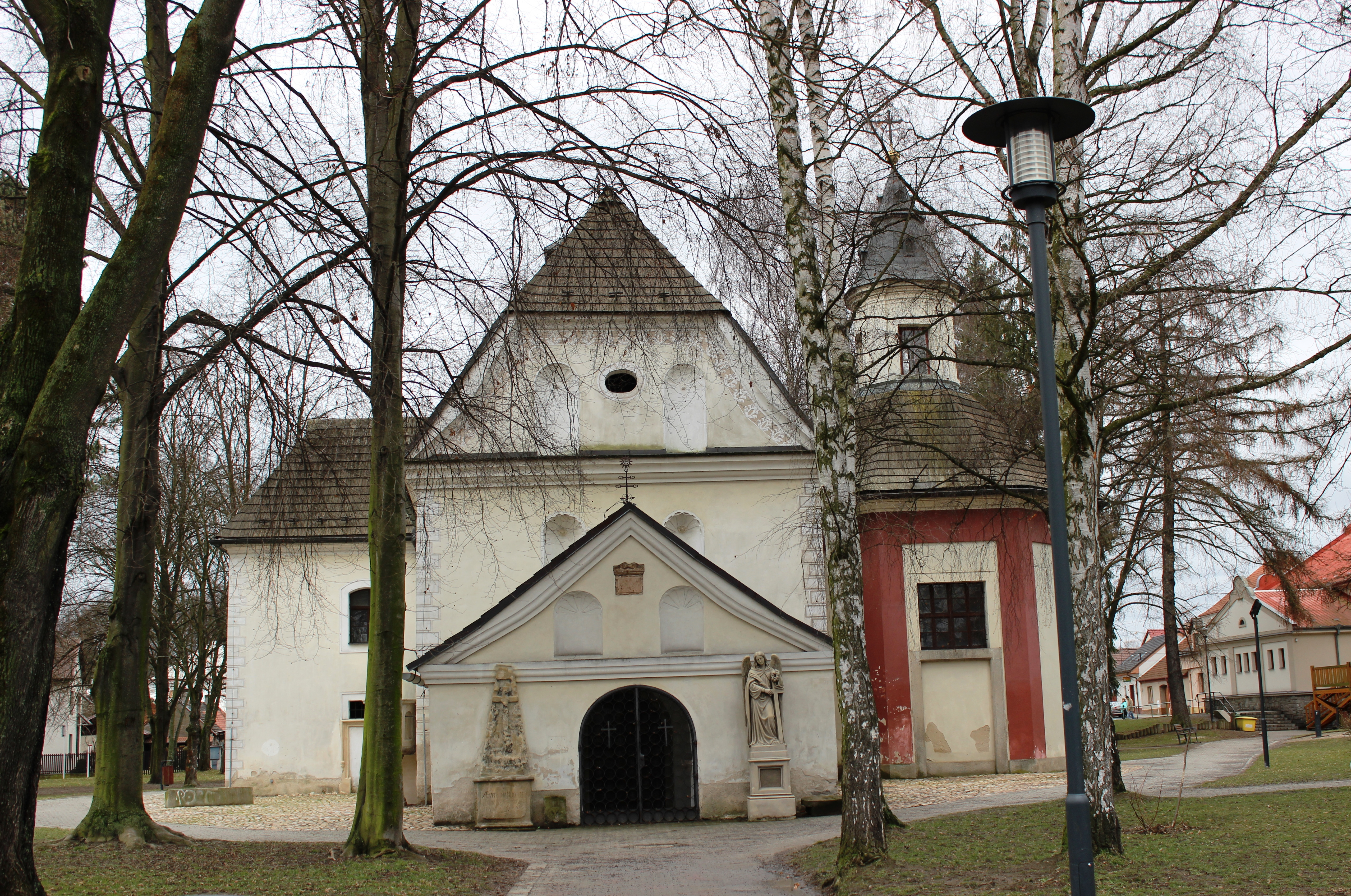
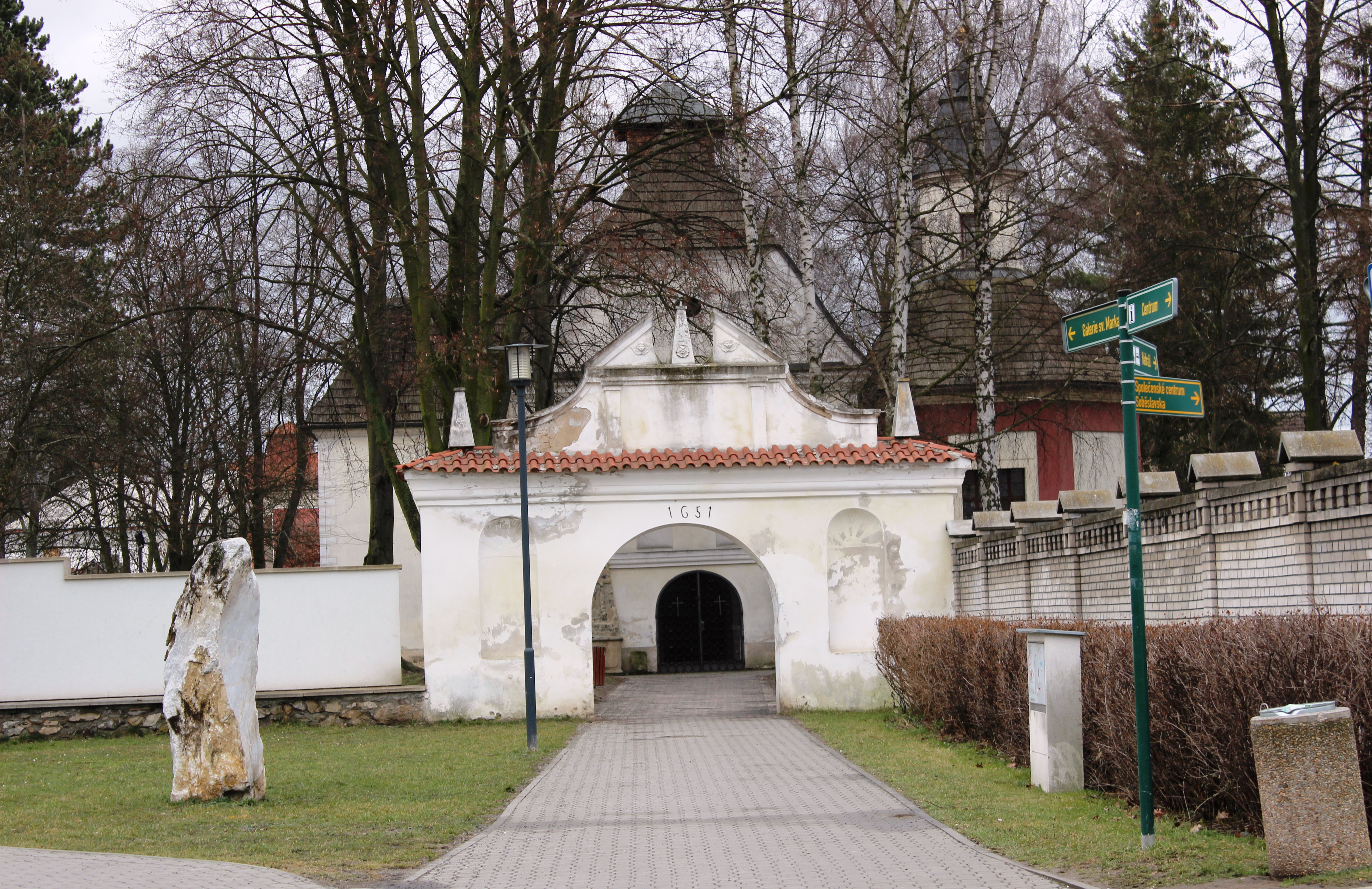
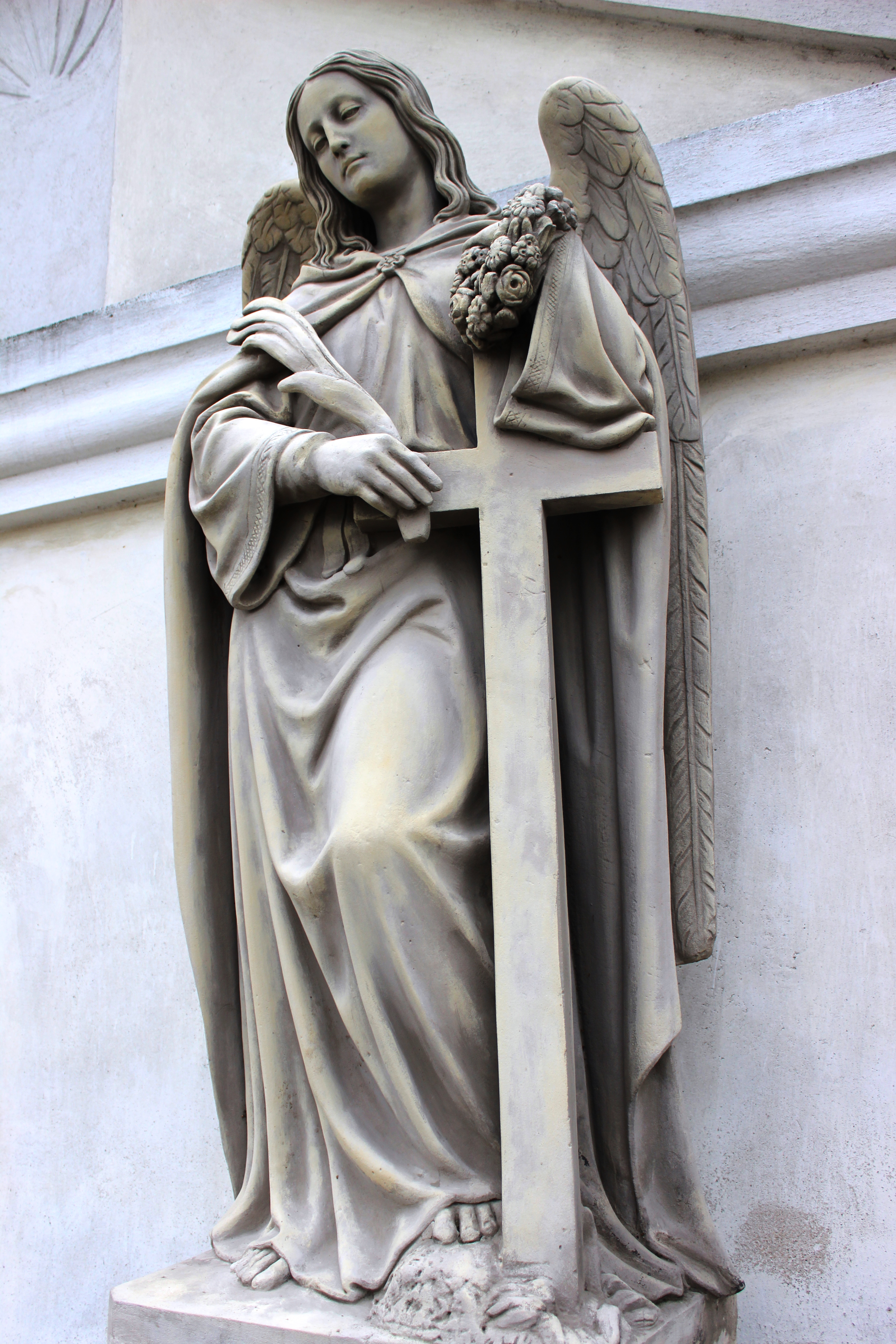
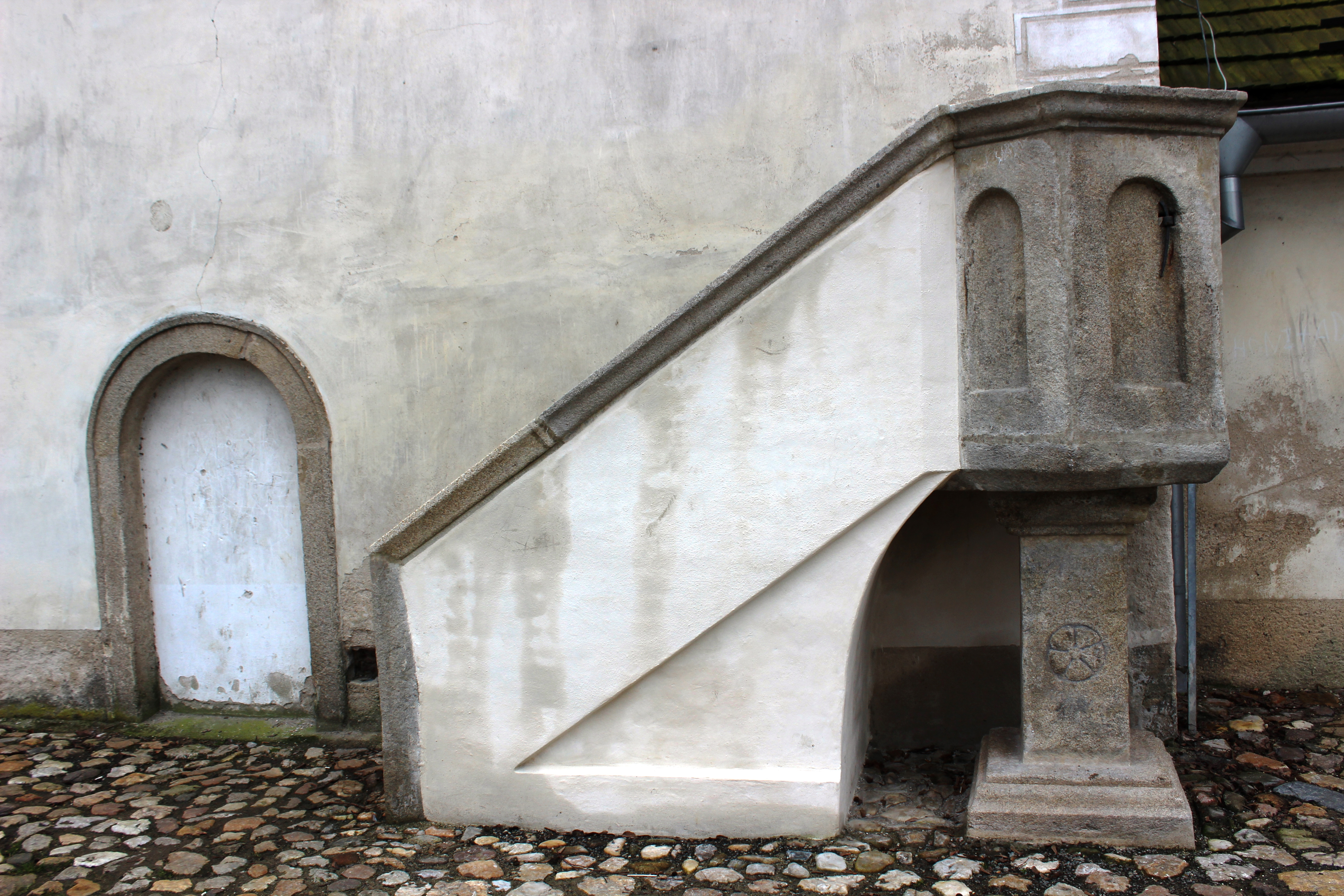